# Parque natural de las Sierras Subbéticas

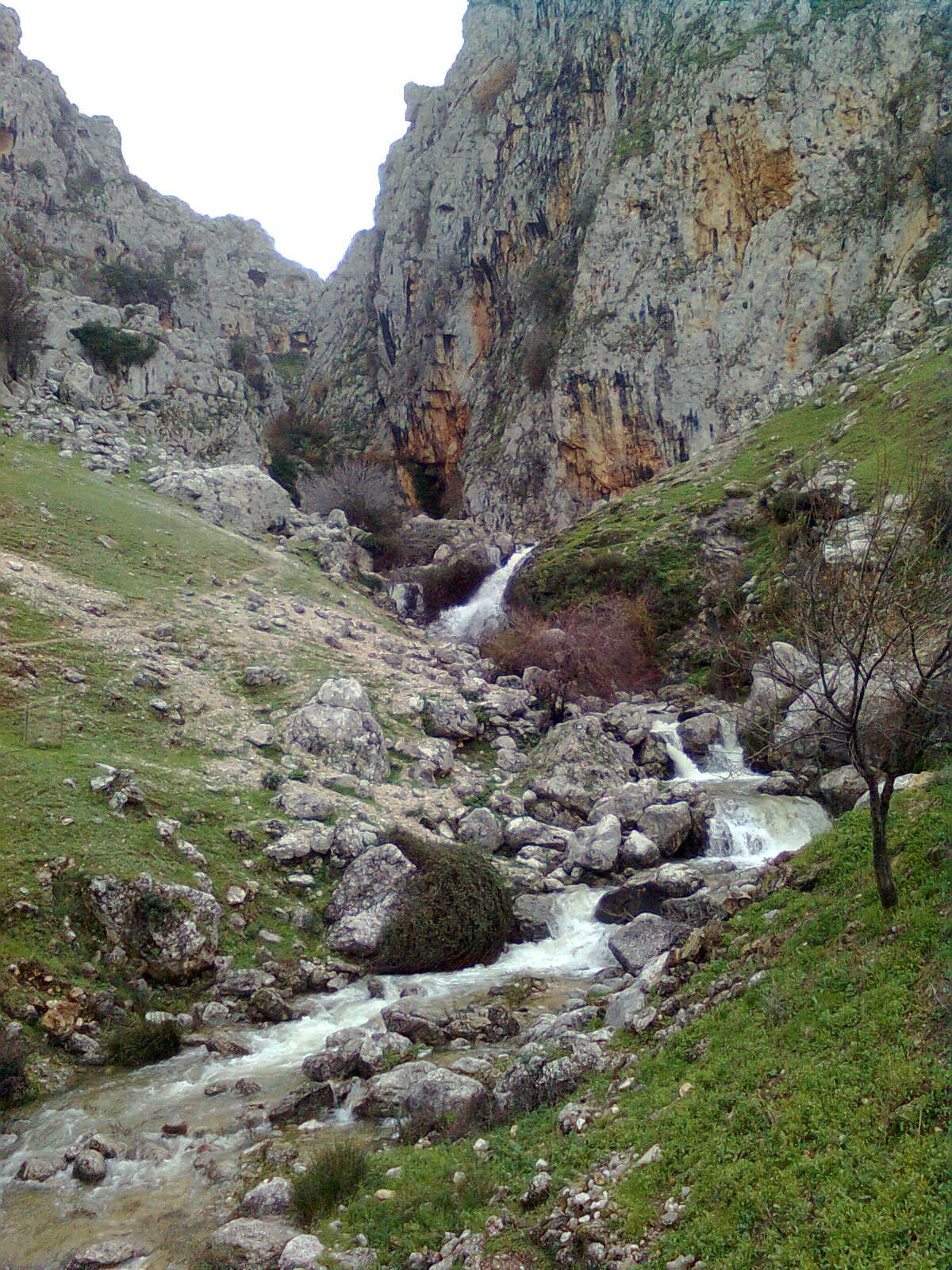
El río Bailón une los municipios de Cabra y Zuheros a través del parque natural de las Sierras Subbéticas.

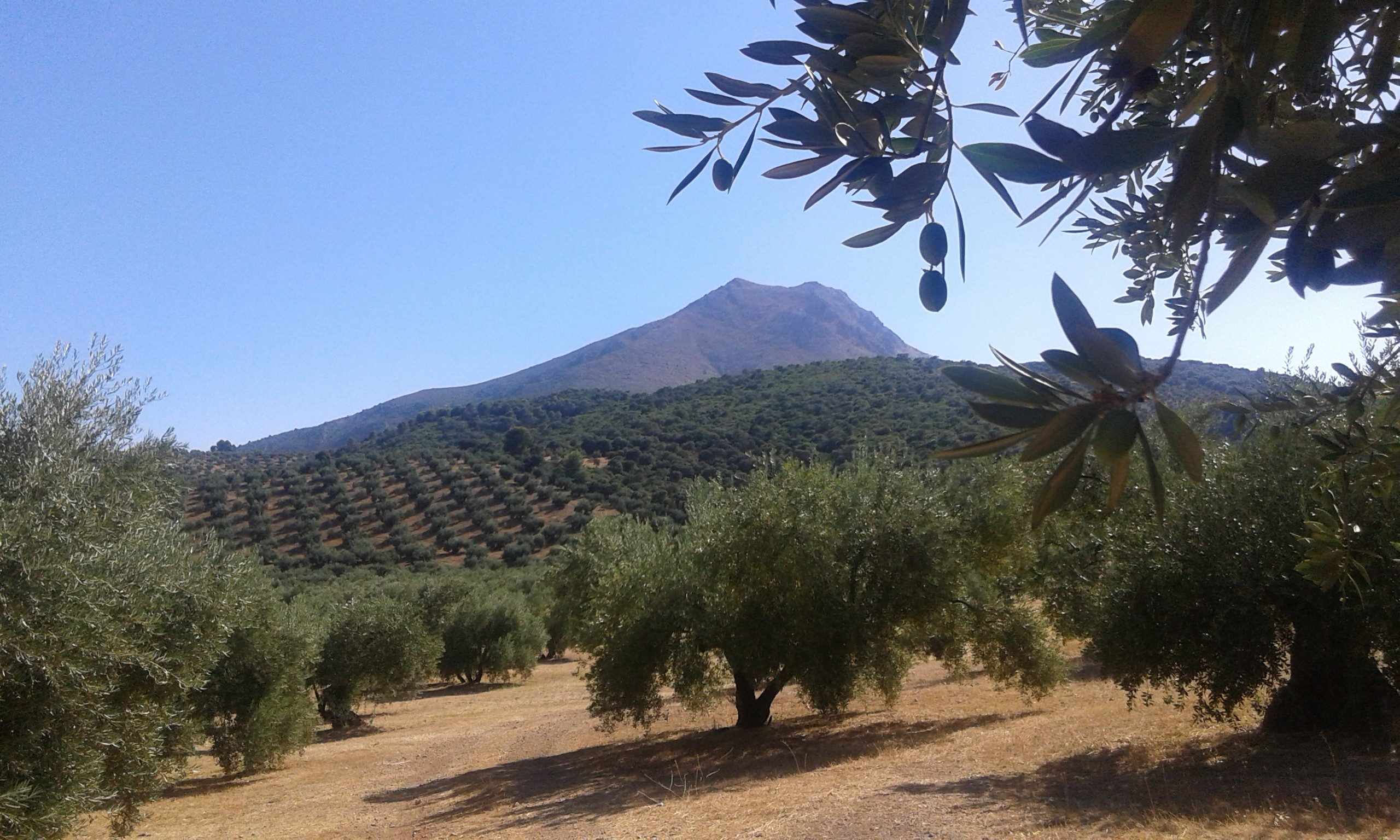
El Pico de la Tiñosa es el punto más alto del parque y de la provincia con 1568.

El parque natural de las Sierras Subbéticas, declarado parque natural en 1988, se encuentra situado en la parte sur de la provincia de Córdoba y en pleno centro de Andalucía, formando parte de las cordilleras Béticas. Su superficie abarca 31 568 hectáreas de terreno repartido entre los municipios de Cabra, Carcabuey, Doña Mencía, Iznájar, Luque, Priego de Córdoba, Rute y Zuheros.
Fue declarado sitio de interés natural en 1927 por la Junta Central de Parques nacionales tras la visita de campo realizada por los geólogos reunidos en Madrid en el XIV Congreso Internacional de Geología (1926), que inició la promoción de su estudio y protección.

## Geoparque de la UNESCO
En 2006, fue reconocido por la UNESCO como geoparque de España, e incluido en la red europea de geoparques (European Geoparks Networks) con el nombre Geoparque Sierras Subbéticas (Subbeticas Geopark) junto a otra treintena de espacios protegidos.

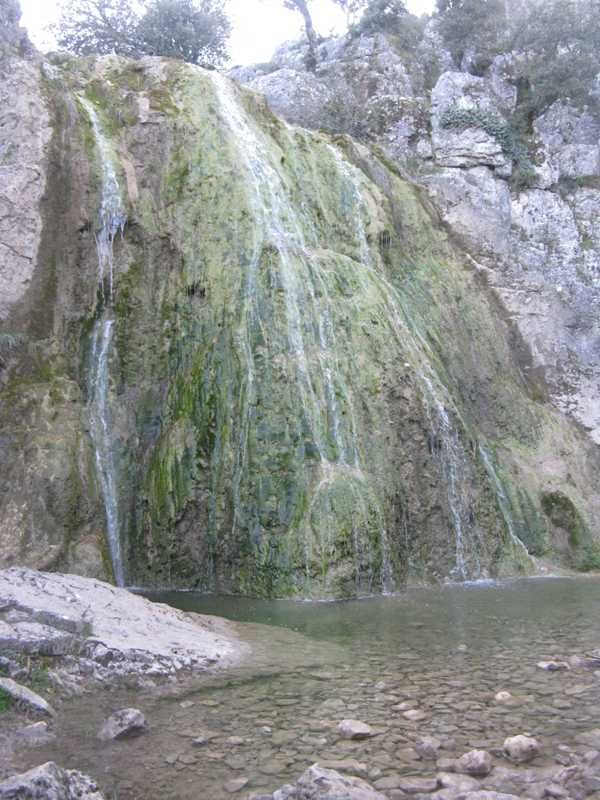
Cascada de Las Chorreras, próxima al poljé de La Nava.

Como principales instalaciones de atracción turística, el parque cuenta con un centro de visitantes (Santa Rita), un ecomuseo (Cueva de los murciélagos), varios miradores y nueve senderos. La geología se establece como base para introducir la diversidad biológica, arqueológica y cultural del área.

## Vegetación
Más de 1200 especies vegetales están catalogadas en el parque, con unos 30 endemismos, algunos de los cuales se encuentran amenazados de extinción. Destacan por su abundancia:
- Encinas.
- Quejigos.
- Arces.
- Almeces.
- Acebuches.
- Lentiscos.
- Retama.
- Romero.

Son muy interesantes los hongos, especialmente las trufas, que presentan una gran diversidad.

## Fauna
Las aves de presa son las especies más características del parque, por lo cual su símbolo es el halcón peregrino. Otros animales que es frecuente encontrar son:
- Víbora hocicuda.
- Lagarto ocelado.
- Gato montés.
- Erizo europeo.
- Águila real.
- Buitre leonado.
- Halcón peregrino.
- Lince Ibérico.
- Jabalí.
- Cabra montesa.
- Zorro.

La herpetofauna del parque es rica y variada, constituyendo la zona con mayor riqueza y biodiversidad en anfibios de la provincia de Córdoba. Algunas especies son endemismos ibéricos. Los urodelos están representados por el gallipato (Pleurodeles waltl) y el tritón pigmeo (Triturus pygmaeus). Los anuros son los más abundantes y diversos con siete especies como: rana común (Pelophylax perezi); ranita meridional (Hyla meridionalis); sapo común (Bufo bufo); sapo corredor (Epidalea calamita); sapillo moteado ibérico (Pelodytes ibericus); sapillo pintojo meridional (Discoglossus jeanneae) y sapo de espuelas (Pelobates cultripes).

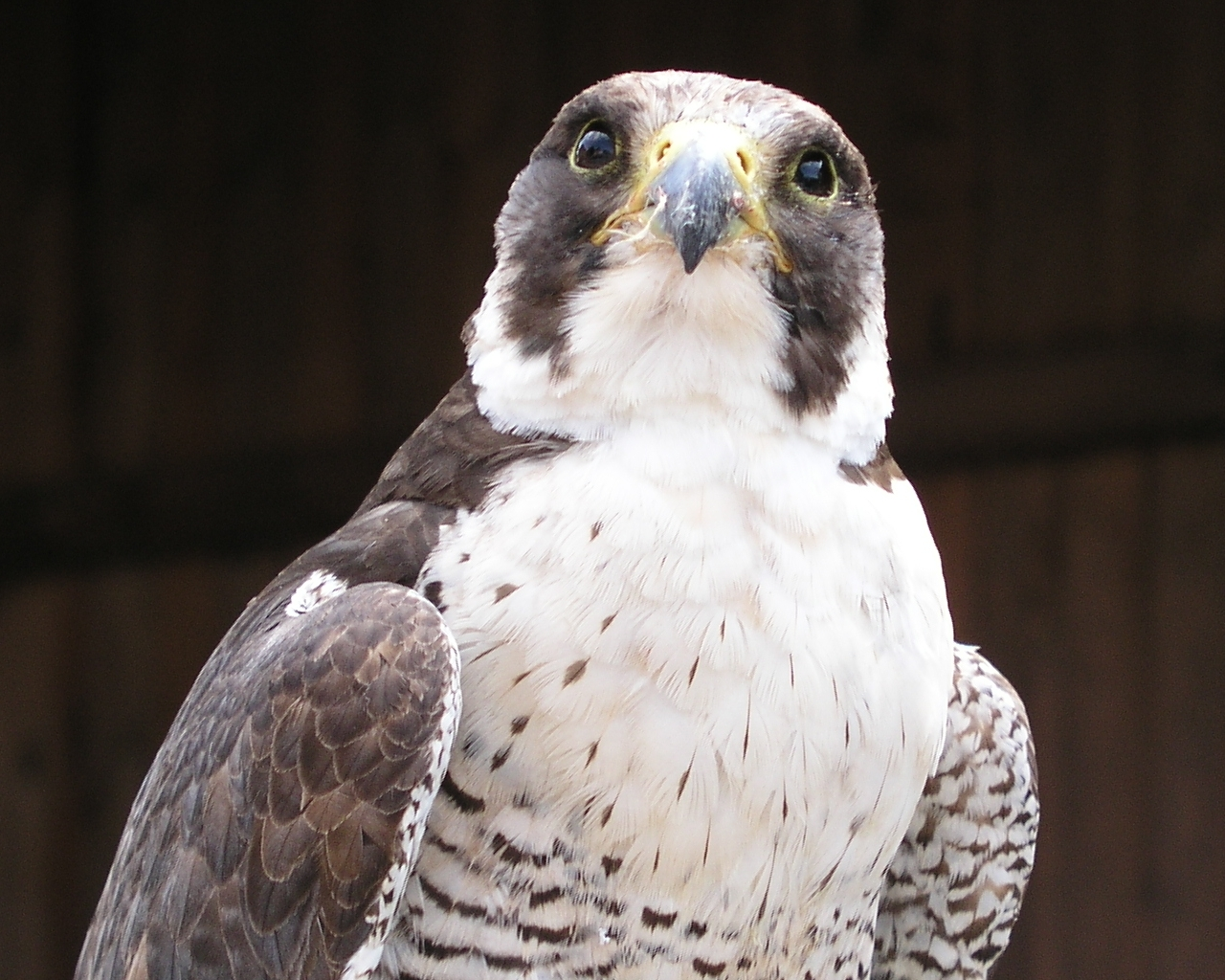
Halcón peregrino.

## Relieve

### Sierras y picos
El relieve del parque es complejo y en él destacan como elementos más significativos las abruptas sierras calizas que sobresalen sobre algunos valles cubiertos de materiales detríticos:
- Sierra de Rute. Alcanza 1326 m y se encuentra junto a la localidad de igual nombre.
- Sierra de la Horconera. En ella se encuentra el pico Tiñosa de 1570 metros, máxima altura de la provincia de Córdoba, y el pico Bermejo (1476 metros).
- Sierra de los Pollos. Próxima a Carcabuey y Priego de Córdoba.
- Sierra de Gaena.
- Sierra de Jarcas.
- Sierra de los Lanchares: con interesantes formaciones como el Lapiaz de los Lanchares.
- Sierra del Lobatejo (1217 metros).
- Sierra Alcaide.
- Picacho de la Sierra de Cabra (1217 metros): isla tectónica o klippe en cuya cima se encuentra la ermita de la Virgen de la Sierra.

Son muy abundantes los fenómenos tectónicos: pliegues, fallas, etc. En toda la cornisa norte del parque se observa un frente de cabalgamiento sobre la depresión del Guadalquivir.

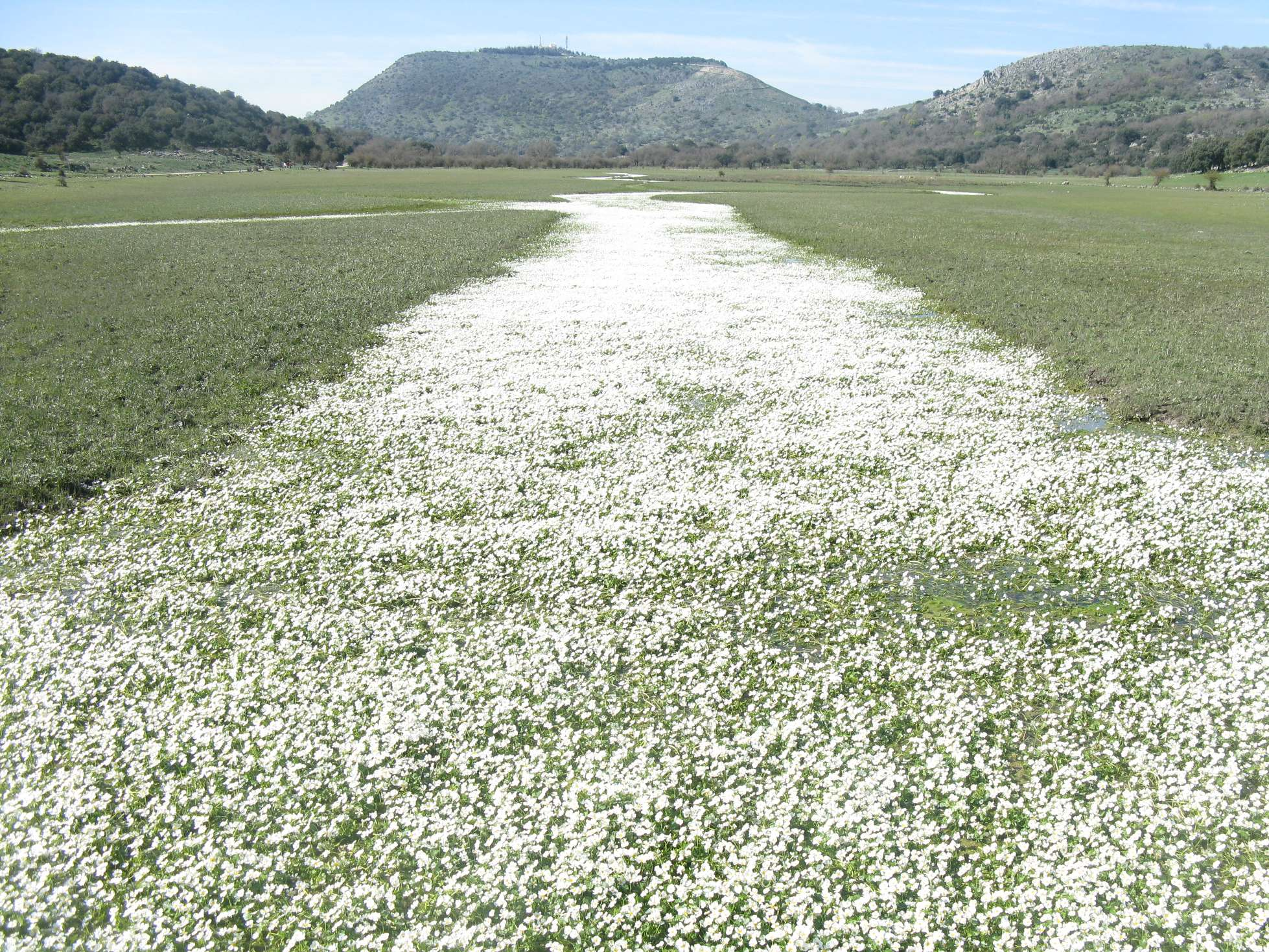
Río Bailón en primavera, atravesando el poljé de La Nava. Al fondo, el picacho de la Sierra de Cabra.

### Puntos de interés geológico
Algunos puntos de interés son los relacionados con los fenómenos cársticos.
- Dolinas de Los Hoyones.
- Lapiaz de los Lanchares.
- Mirador geológico de la ermita de la Virgen de la Sierra: en el Picacho de la Sierra de Cabra, ejemplo de isla tectónica o klippe en nuestro país.
- Poljé de la Nava.
- Cañón del río Bailón.
- Frente de cabalgamiento subbético. En el límite norte del Parque.
- Cueva de los Murciélagos. Próxima a Zuheros.
- Manantiales de Zagrilla.
- Serie estratigráfica de la Cañada del Hornillo.
- Sima de Cabra. Posee más de 100 metros de profundidad.

## Rutas de senderismo
- Vía Verde de la Subbética: une Puente Genil con el límite provincial de Jaén, pasando por Lucena, Cabra, Doña Mencía y Zuheros, unos 57 km, antigua línea ferroviaria Linares-Puente Genil.
- Cabra - Sierra Horconera: de Priego al pico de la Tiñosa y la Horconera.
- Cañón del río Bailón: desde Carcabuey a Zuheros por el Navazuelo, Fuentefría y cauce del Bailón.
- Carcabuey - Pico Bermejo: ascensos al Pico Bermejo, Lobatejo, Peñón del Nervo, etc.
- Sendero Botánico "Dehesa de Vargas".
- Sendero de la Nava: desde la Sierra de Cabra a Zuheros, atravesando el poljé de La Nava y siguiendo el cauce del río Bailón.
- Sendero de las Buitreras.
- Sendero Mar de los Olivos (Ruta de los bandoleros): subidas a las sierras de Cabra, Lucena y Zuheros, desde cada pueblo.
- Sierra de Rute: de Rute a Priego, por la Sierra de Rute y la Tiñosa, el pico más alto de la provincia con 1568 metros.